# نهر ماديرا

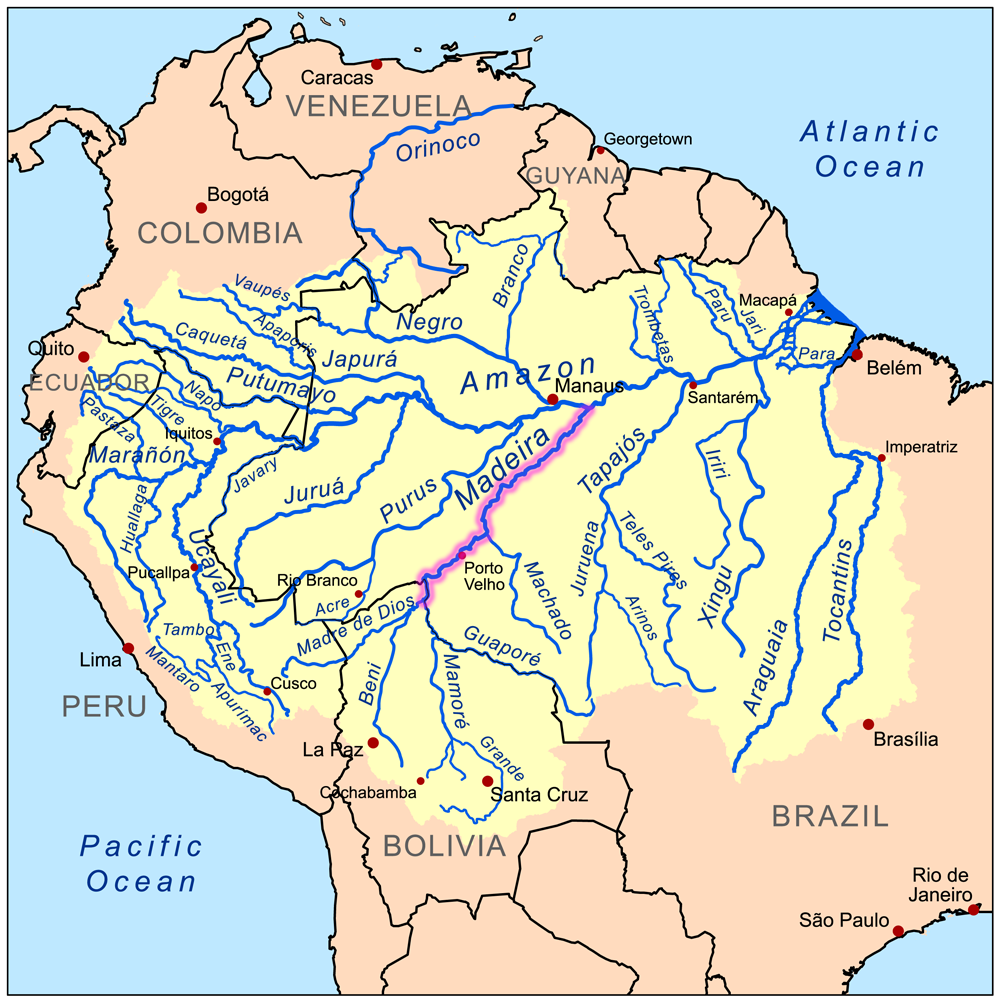
خريطة نهر الأمازون ويظهر نهر ماديرا

نهر ماديرا (بالبرتغالية: Rio Madeira‏) هو ممر مائي رئيسي في أمريكا الجنوبية، بطول حوالي 3,250 كم (2,020 ميل).  يعد نهر ماديرا أحد أكبر روافد نهر الأمازون، حيث يمثل حوالي 15 ٪ من المياه في الحوض.  تشير خريطة من ايمانويل بوين في 1747، ضمن مجموعة خرائط ديفيد رومي، إلى ماديرا باسمه الأصلي قبل الاستعمار «كوياري»: 

## المناخ
وتتراوح متوسطات الترسب بين السنين في الأحواض الكبيرة من 75 إلى 300 سنتيمتر (2.46–9.84 قدم)، ويتلقى حوض ماديرا العلوي بأكمله 170.5 سم (5.59 قدم). وتتراوح أغزر الأمطار بين 49 إلى 700 سنتمترا (1.61-22.97 قدم). يعتبر ماديرا وحده من أكبر أنهار العالم، مع تصريف متوسط سنوي قدره 18,000 متر مكعب في الثانية (640,000 قدم مكعب في الثانية)، أي 536 كيلومتر مكعب (129 ميل مكعب) كل عام، ما يقرب من نصف تفريغ نهر الكونغو. ويبلغ متوسط مساهمة جبال الأنديز البوليفية السنوية 4,170 متر مكعب في الثانية (147,000 قدم مكعب في الثانية)، أي 132 كيلو متر مكعب (32 مليون متر مكعب) في السنة، وهو ما يمثل 25٪ من تصريف حوض ماديرا العلوي بأكمله. يزداد متوسط التصريف لماديرا في المسار الإضافي نحو الأمازون ليصل إلى 31,200 متر مكعب في الثانية (1,100,000 قدم مكعب في الثانية). 

## المسار

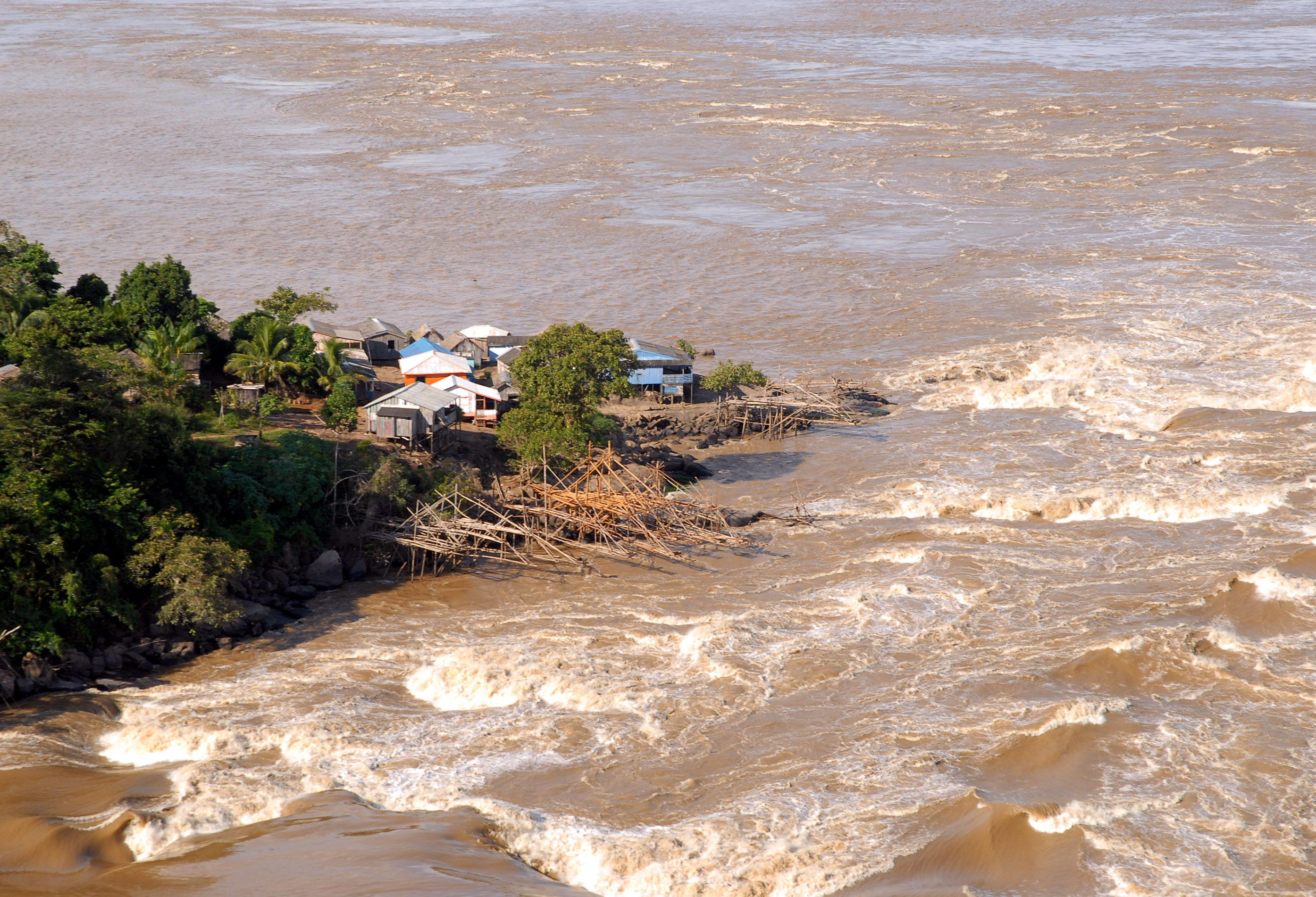
منحدرات تيوتونيو قبل عام 2012

يتلقى ماديرا، بين غواغارما-ميريم وشلالات تيوتونيو، المياه بين المنحدرات الشمالية الشرقية لجبال الأنديز من سانتا كروز دي لا سييرا إلى كوزكو، والمنحدر الجنوبي الغربي بأكمله من ماتو غروسو والمنحدر الشمالي من جبال تشيكيتوس. تبلغ مساحة مستجمعات المياه إجمالا 850,000 كيلومتر مربع، وهي تقريباً تساوي مساحة فرنسا وإسبانيا مجتمعتين. تتدفق المياه إلى ماديرا من العديد من الأنهار الكبيرة، وأهمها (من الشرق إلى الغرب) غوابوري أو إتنيز، وباوريس وبلانكو، وإيتوناما أو سان ميغيل، وماموري، وبيني، ومايوتاتا أو مادري دي ديوس، وكلها تدعمها عدة أنهار ثانوية ولكنها قوية. يتراوح مناخ منطقة المستجمعات العليا من الرطب في الطرف الغربي مع أصل النهر في أنهار مادري دي ديوس وبيني إلى شبه جاف في الجزء الجنوبي مع المنبع الأنديزي الرئيسي (أنهار كايني، روتشا، غراندي، ماموري).
جميع الفروع العليا لنهر ماديرا تجد طريقها إلى الشلال عبر سهول موخوس وبيني شبه المستوية التي تبلغ مساحتها 90,000 كيلومتر مربع (35,000 ميل مربع) والتي تفيض سنويًا بمتوسط عمق حوالي 3 أقدام (0.91 م) لفترة من ثلاثة إلى أربعة أشهر.
يتدفق ماديرا شمالاً من منبعه في ملتقى نهري بيني وماموري وباتجاه نهر أبونا ليشكل الحدود بين بوليفيا والبرازيل. ويتدفق أسفل التقائه مع الرافد الأخير باتجاه الشمال الشرقي، داخل ولاية روندونيا في البرازيل. القسم من النهر من الحدود إلى بورتو فاليو سريع الجريان وغير قابل للملاحة. كانت شلالات سان أنطونيو وتيوتونيو تقع هنا قبل عام 2012، وكان لها معدل جريان أكبر من شلالات بويوما في أفريقيا. ولكن تم غمرها في خزان سد سان أنطونيو. أسفل بورتو فيلهو يتعرج ماديرا شمالاً وشرقاً عبر ولايتي روندونيا والأمازون شمال غرب البرازيل إلى تقاطعها مع نهر الأمازون.
يمتد مشروع محمية ريو ماديرا للتنمية المستدامة الذي تبلغ مساحته 283,117 هكتارًا (699,600 فدان)، والتي تم إنشاؤها في عام 2006، على طول الضفة الشمالية للنهر قبالة بلدة نوفو أريبوانا.  تقع في مصبه جزيرة توبينامبارانا، وهي منطقة مستنقعية واسعة تشكلها فروع ماديرا.